# St. Marien (Premnitz)

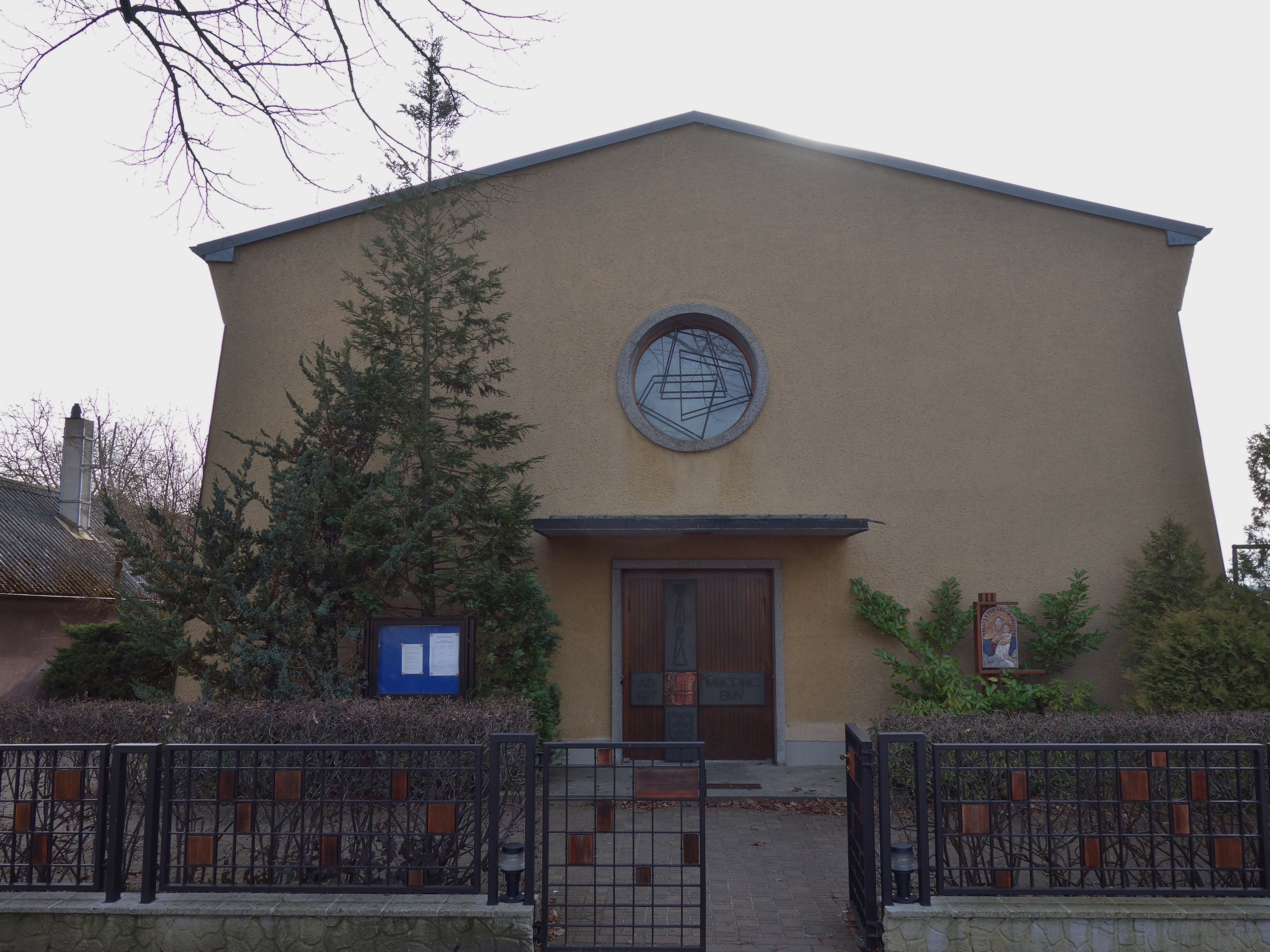
St. Marien, Frontansicht

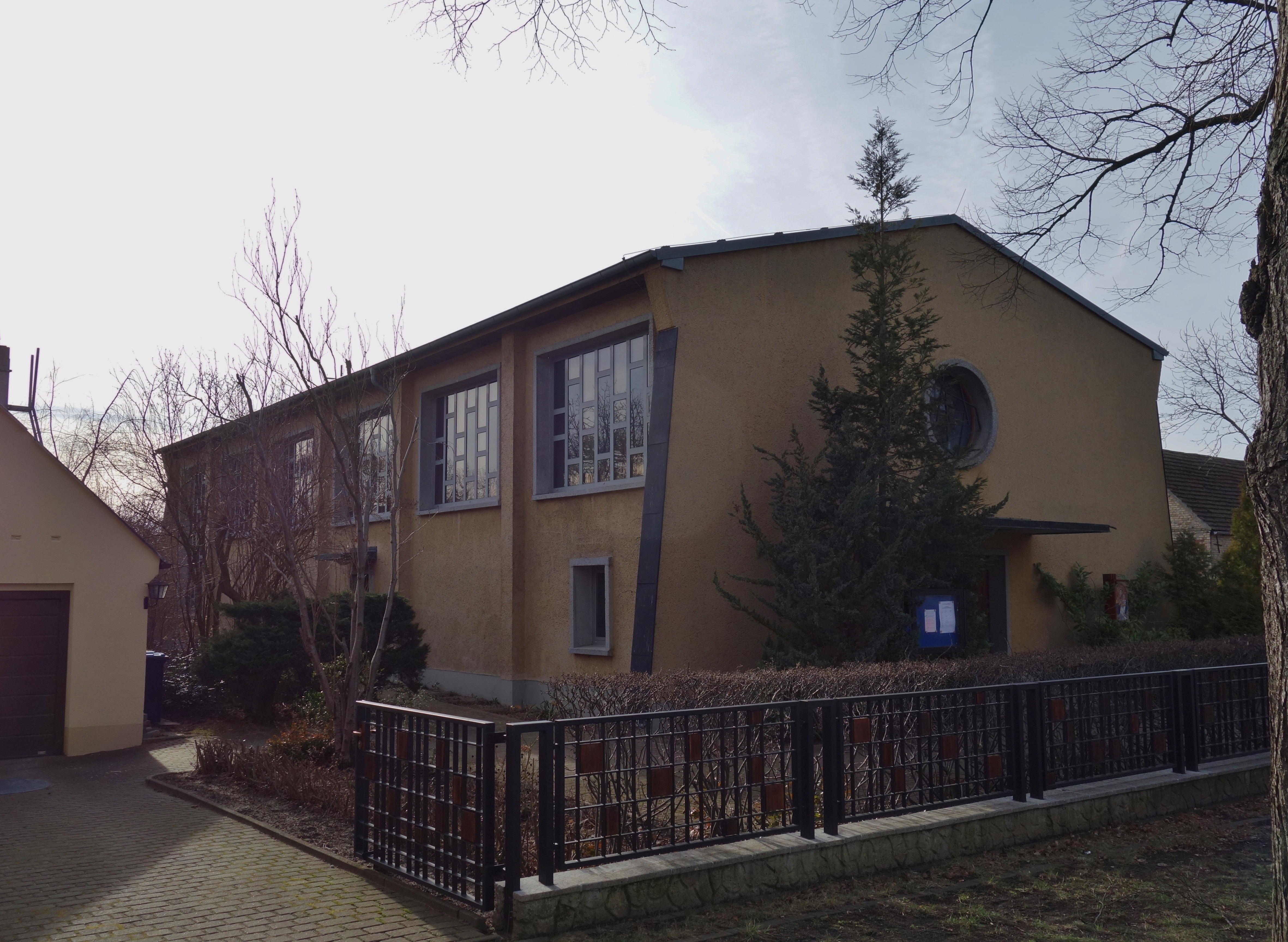
St. Marien, Seitenfassade

Die römisch-katholische Kirche St. Marien in Premnitz wurde im April 1978 geweiht. Sie ist Teil der Gemeinde Sankt Georg Rathenow. Die Pfarrei ist Teil des Erzbistums Berlin und liegt an dessen westlicher Grenze. Sie unterliegt der Verwaltung durch die Pfarrei Heilige Dreifaltigkeit in Brandenburg an der Havel.

## Kirche

### Geschichte
Der Bau des Kirchengebäudes begann im Jahr 1977. Der ortsansässige Pfarrer Wenzel baute die Kirche selbst und verunglückte dabei am 14. Oktober 1977 tödlich. Der Bau dauerte noch bis April 1978 an.

### Außen
Äußerlich ähnelt die Kirche eher einem Industriebau, ein Kreuz oder ein anderes religiöses Symbol ist nicht sichtbar. Dies war die Bedingung für die Baugenehmigung der DDR; das Gebäude sollte nicht als Kirche erkannt werden. 

### Innen
Im hinteren Teil des quaderförmigen Innenraumes befindet sich die Empore, auf der die Orgel steht. Unter der Empore ist die Sakristei untergebracht. Der Altarraum ist mit einfachen Steinmöbeln ausgestattet.

## Weitere Gebäude
Auf dem Grundstück der Gemeinde befindet sich neben der Kirche ein Pfarrhaus. Auf dem hinter dem Pfarrhaus gelegenen Pfarrhof werden gelegentlich heilige Messen unter freiem Himmel gefeiert.

## Gemeinde

### Geschichte
Im Industriestandort Premnitz hatten zwischen 1918 und 1930 im Kulturhaus der IG Farben unregelmäßig katholische Gottesdienste stattgefunden. Von 1930 bis 1937 diente eine Holzbaracke als Notkapelle. 1943 erfolgte die Berufung Benno Brucks zum ersten ortsansässigen Geistlichen von Premnitz. In dieser Zeit gelang es, einen Lagerschuppen zu erwerben. Er gehörte der Werkbahn der IG Farben. Nach einem entsprechenden Umbau feierten die Premnitzer Katholiken hier ihre Gottesdienste bis 1978. 1945 hatte die Rote Armee das Gebäude vorübergehend für ihre Zwecke entfremdet.
2005 wurde die Gemeinde Sankt Marien in die Gemeinde Sankt Georg eingegliedert. Die Verwaltungsaufgaben gingen damit an den Pfarrer von Sankt Georg über. Seit 2016 ist der Pfarrer der Pfarrei Heilige Dreifaltigkeit in Brandenburg an der Havel auch für die Gemeinde Premnitz-Rathenow zuständig. Aktuell ist die Gemeinde Teil des Pastoralen Raums mit den Pfarreien Heilige Dreifaltigkeit in Brandenburg an der Havel und St. Bonifatius in Bad Belzig.